# Печенкин, Василий Михайлович
Василий Михайлович Печенкин (1863—1920) — генерал-майор Оренбургского казачьего войска, герой Первой мировой войны, участник Гражданской войны в России.

## Биография
Родился 22 марта 1863 года, происходил из казаков Еманжелинской станицы (по другим данным — из станицы Кундравинской) 3-го военного отдела Оренбургского казачьего войска. Был записан в войсковое сословие по станице Еткульской Челябинского уезда Оренбургской губернии.
Начальное образование получил в Оренбургской военной прогимназии, по окончании которой 10 мая 1881 года был зачислен в Оренбургское казачье юнкерское училище. Выпущен из училища 10 августа 1884 года по 2-му разряду в 1-й Оренбургский казачий полк. 29 сентября того же года произведён в хорунжие, но уже 28 ноября был зачислен на льготу. В 1887 году вернулся в строй и 19 апреля был принят в 5-й Оренбургский казачий полк. 26 января 1888 года произведён в сотники (старшинство в чине установлено с 29 сентября 1888 года), командовал в полку 1-й сотней. С 14 мая 1890 года вновь вышел на льготу, где находился до 3 октября 1894 года, когда вернулся в полк. В следующий раз Печенкин вышел на льготу 6 мая 1897 года, 1 июля 1899 года произведён в подъесаулы.
26 февраля 1901 года поступил в 1-й Оренбургский казачий полк, в рядах которого принял участие в русско-японской войне. Был в боях у Лягоулина, Ляояна, на реке Шахе, под Сандепу и Мукденом. 18 июля 1904 года в сражении у Лягоулина находясь на позициях к северу от д. Каодзяфузя контужен ружейной пулей в шею. Приказом Главнокомандующего войсками, действующими против японцев, от 28 мая 1905 года Печенкин был произведён в есаулы (производство утверждено Высочайшим приказом от 3 декабря 1905 года, старшинство в чине установлено с 1 июля 1900 года). С 8 октября 1908 года Печенкин служил в 3-м Оренбургском казачьем полку, с 1 августа 1911 года находился на льготе и 5 октября 1913 года произведён в войсковые старшины.
С 1 марта 1914 года Печенкин вновь находился на строевой службе и 19 марта был зачислен в 1-й Оренбургский казачий полк на должность младшего штаб-офицера. После начала Первой мировой войны с 17 сентября 1914 года был временным командующим этим полком и 27 июля 1915 года утверждён в занимаемой должности. 9 марта 1915 года Печенкину было пожаловано Георгиевское оружие:
За то, что в бою 8 августа 1914 года у с. Ярославице, командуя второй и шестой сотнями, атаковал под убийственным огнём значительно превосходящие его силы австрийской пехоты, причём было изрублено до 50 человек, а остальные обратились в бегство.
Высочайшим приказом от 9 сентября 1915 года Печенкин был удостоен ордена Св. Георгия 4-й степени:
За то, что <…> 27 ноября 1914 года во время боя у д. Новоиова, когда наши кавалерийские части задерживали до прибытия своей пехоты наступление бригады противника на гор. Новый-Сандец, получив задачу действовать против левого фланга противника, перешёл с полком в решительное наступление, опрокинул неприятельские цепи и, несмотря на сильный огонь противника, овладел командующей высотой на фланге его расположения, которую удержал за собой до конца боя, отразив все атаки превосходных сил австрийской пехоты, чем способствовал успеху действий всего отряда.
За боевые отличия 22 января 1915 года произведён в полковники (со старшинством с 19 августа 1912 года) , в боях был контужен. С 2 апреля по 15 мая 1916 года временно командовал 2-й бригадой 10-й кавалерийской дивизии. 29 мая был ранен, но строя не оставил. 3 июня 1916 года во время конной атаки на вражескую пехоту у деревни Островец вновь был ранен, на этот раз тяжело: шрапнелью ему перебило правую ногу с переломом; был эвакуирован в тыл. 12 октября 1916 года был зачислен в резерв чинов при штабе Киевского военного округа. 23 января 1917 года произведён в генерал-майоры со старшинством от 3 июня 1916 года и 21 марта был назначен командиром 1-й бригады 2-й Оренбургской казачьей дивизии, в конце апреля — начале мая временно командовал всей дивизией.
После начала Гражданской войны воевал на стороне белых армий Восточного фронта, в июле 1918 года находился в составе группы генерала В. Н. Шишкина и был в боях против Уральской партизанской армии В. К. Блюхера и Н. Д. Каширина под Верхнеуральском. Далее Печенкин командовал 1-й бригадой 2-й Оренбургской казачьей дивизии, в январе 1919 года временно возглавлял 3-ю Оренбургскую казачью дивизию, далее командовал 5-м Стерлитамакским армейским корпусом. 25 апреля 1919 года избран атаманом 4-го округа Оренбургского казачьего войска, был комендантом Челябинского уезда. С ноября находился в Сибирском Ледяном походе армии Колчака на восток. 5 января 1920 года под Красноярском захвачен частями Красной армии в плен. Его предполагалось отправить в Москву, но довезли только до Омска, где 30 мая 1920 года Омской губернской чрезвычайной комиссией за службу в армии Колчака он был приговорён к расстрелу. Приговор приведён в исполнение 5 июня. 25 мая 1995 года Печенкин был реабилитирован прокуратурой Омской области.
По данным С. В. Волкова Печенкин во время Сибирского Ледяного похода был начальником казачьего отдела штаба походного атамана и затем до 28 июня 1920 года был временно исполняющим дела представителя Оренбургского казачьего войска в штабе походного атамана и заместителем начальника штаба. В 1921—1923 годах находился в эмиграции в Харбине. Эта же информация находится и в справочнике о белых генералах Восточного фронта Е. В. Волкова и др.. Возможно Волковы с коллегами в данном случае путают его с Владимиром Ивановичем Печенкиным (1868—1939), который также служил по Оренбургскому казачьему войску, был генерал-майором (с 20 апреля 1919 года), состоял при штабе Колчака, в эмиграции проживал в Харбине и был членом Харбинского офицерского союза.
В. М. Печенкин был женат на дочери надворного советника Варваре Матвеевне Петровой, у них была дочь Серафима.

## Награды
Среди прочих наград Печенкин имел ордена:
- Орден Святого Станислава 3-й степени (6 мая 1890 года),
- Орден Святой Анны 3-й степени с мечами и бантом (18 сентября 1904 года),
- Орден Святого Станислава 2-й степени с мечами (27 января 1905 года)
- Орден Святой Анны 2-й степени с мечами (8 сентября 1905 года),
- Орден Святого Владимира 4-й степени (22 декабря 1909 года, за беспорочную выслугу 25 лет в офицерских чинах, 29 мая 1915 года к этому ордену были пожалованы мечи и бант)
- Орден Святого Владимира 3-й степени с мечами (6 марта 1915 года)
- Георгиевское оружие (9 марта 1915 года)
- Орден Святого Георгия 4-й степени (9 сентября 1915 года)